# Aksel Lund Svindal
Aksel Lund Svindal (Lørenskog, Noruega 1982) és un esquiador alpí noruec, un dels més destacats de la dècada del 2000.

## Biografia
Va néixer el 26 de desembre de 1982 a la ciutat de Lørenskog, població situada al comtat d'Akershus.

## Carrera esportiva
Va participar en els Jocs Olímpics d'Hivern de 2006 realitzats a Torí (Itàlia), on fianalitzà cinquè en la prova de Super Gegant i sisè en l'Eslàlom Gegant, a més de finalitzar vint-i-unè en la prova de descens i no acabar l'Eslàlom ni la Combinada. En els Jocs Olímpics d'Hivern de 2010 realitzats a Vancouver (Canadà) aconseguí guanyar tres medalles olímpiques: la medalla d'or en la prova de Super Gegant, la medalla de plata en el Descens i la medalla de bronze en l'Eslàlom Gegant.
Al llarg de la seva carrera ha guanyat cinc medalles en el Campionat del Món d'esquí alpí, destacant les victòries l'any 2007 en les proves de descens i eslàlom gegant, i del 2009 en super combinada.

### Resultats a la Copa del Món
- 29 podis 
  - 13 victòries
  - 5 segons llocs
  - 11 tercers llocs

| Temporada | Especialitat   |
| --------- | -------------- |
| 2006      | Super Gegant   |
| 2007      | General        |
| 2007      | Eslàlom Gegant |
| 2007      | Combined       |
| 2009      | Super Gegant   |
| 2009      | General        |

| Data                   | Seu          | País         | Especialitat   |
| ---------------------- | ------------ | ------------ | -------------- |
| 27 de novembre de 2005 | Lake Louise  | Canadà       | Super Gegant   |
| 15 de març de 2006     | Åre          | Suècia       | Descens        |
| 30 de novembre de 2006 | Beaver Creek | Estats Units | Combinada      |
| 21 de desembre de 2006 | Hinterstoder | Àustria      | Eslàlom Gegant |
| 14 de març de 2007     | Lenzerheide  | Suïssa       | Descens        |
| 15 de març de 2007     | Lenzerheide  | Suïssa       | Super Gegant   |
| 17 de març de 2007     | Lenzerheide  | Suïssa       | Eslàlom Gegant |
| 28 d'octubre de 2007   | Sölden       | Àustria      | Eslàlom Gegant |
| 25 de novembre de 2007 | Lake Louise  | Canadà       | Super Gegant   |
| 5 de desembre de 2008  | Beaver Creek | Estats Units | Descens        |
| 6 de desembre de 2008  | Beaver Creek | Estats Units | Super Gegant   |
| 11 de març de 2009     | Åre          | Suècia       | Descens        |
| 18 de desembre de 2009 | Val Gardena  | Itàlia       | Super Gegant   |